# Idaea fruticeti
Idaea fruticeti är en fjärilsart som beskrevs av Holloway 1979. Idaea fruticeti ingår i släktet Idaea och familjen mätare. Inga underarter finns listade i Catalogue of Life.